# Raymond Vouel
Jean Baptiste Raymond Vouel (Rumelange, 8 aprile 1923 – Lussemburgo, 12 febbraio 1987) è stato un giornalista e politico lussemburghese, esponente del Partito Operaio Socialista Lussemburghese.
È stato ministro e commissario europeo.

## Formazione e carriera professionale
Vouel frequentò un istituto commerciale ed industriale presso Esch-sur-Alzette.
Dopo il diploma Vouel cominciò a lavorare come giornalista. Fu redattore del quotidiano socialista "Esch Tageblatt" tra il 1946 e il 1953 e della pubblicazione "Nouvelles et Rubrique internationale" dal 1948 al 1953.
Tra il 1953 e il 1964 Vouel fu direttore amministrativo dell'ospedale di Esch.

## Carriera politica
Nel 1963 Vouel venne eletto membro del consiglio comunale di Esch e presidente della sua commissione edilizia. Nel luglio 1964 venne chiamato come membro del governo e gli venne assegnato l'incatico di segretario di stato per la sanità, il lavoro e lo stato sociale. Svolse l'incarico nei governi Werner, fino al 6 febbraio 1968.
Nel 1969 Vouel venne eletto membro del parlamento e l'anno successivo divenne presidente del gruppo parlamentare del partito socialista.
Dopo il successo elettorale del partito socialista alle elezioni parlamentari del maggio 1974 si formò un'alleanza di governo tra socialisti e democratici, guidata da Gaston Thorn. Il 15 giugno Vouel venne nominato vice primo ministro e ministro delle finanze. Rimase in carica fino al luglio 1976, quando il governo indicò Vouel come commissario europeo del Lussemburgo dopo la morte in carica del precedente commissario Albert Borschette.

### Commissario europeo
Vouel subentrò a Borschette come Commissario europeo per la Concorrenza, il personale e l'amministrazione nell'ambito della Commissione Ortoli. Nell'ambito della successiva Commissione Jenkins (1977-1981) Vouel fu commissario per la concorrenza.